# Valutazione scolastica
La valutazione scolastica consiste nell'attribuzione di valore agli apprendimenti acquisiti nella scuola dell'obbligo e negli ultimi anni delle scuole secondarie di secondo grado. Comunemente, la valutazione scolastica viene intesa come sinonimo di voto che, se negativo, in certi Paesi può condizionare i tempi e i tipi di percorso formativo dello studente. Il voto non è assimilabile alla valutazione, di cui è piuttosto l'esito: essa è definita in letteratura come processo di conoscenza attraverso il quale si perviene ad un giudizio. La valutazione scolastica, come dimensione fondamentale dell'educazione, nel XXI secolo è finalizzata a garantire sia la qualità dell'istruzione, sia il diritto allo studio e al successo formativo di tutti, l'equità e le pari opportunità di genere.

## Obiettivi
Sono centrali nella valutazione scolastica obiettivi quali:
- restituire i risultati per migliorare l'apprendimento, favorendo il progressivo sviluppo della capacità degli studenti di autovalutarsi e inducendo gli stessi insegnanti a «scegliere strumenti, criteri e metodi di valutazione appropriati, allineati ai risultati di apprendimento attesi, al fine di offrire in tempo utile a ciascun discente un riscontro di qualità che possa orientarne e migliorarne l’ulteriore apprendimento»[9];
- certificare il raggiungimento individuale degli apprendimenti, sulla base di una sintesi delle valutazioni, attraverso documenti quali ad esempio, in Italia, le pagelle e i diplomi di Stato, o il General Certificate of Secondary Education (GCSE), nel Regno Unito[10], o il Baccalauréat in Francia. La valutazione effettuata a tale scopo, se negativa, può provocare ritardi dovuti alla ripetenza, o eventuali abbandoni[11]; può incidere sull'accesso a percorsi successivi che richiedano una certa media dei voti[12], sulla percezione di autoefficacia dello studente, condizionando le scelte successive; sull'impegno finanziario, pubblico[13] e delle famiglie;
- supportare le scelte dello studente, con interventi diversificati, sviluppando la capacità dello studente di auto-valutarsi e di auto-orientarsi[14], in coerenza con il principio di equità: l'utilizzo, al momento della scelta tra diversi percorsi o indirizzi, «di criteri di ammissione basati sui risultati scolastici»  risulta infatti «fortemente correlato sia alla segregazione scolastica, sia all’influenza del background socio-economico sul rendimento»[15];
- monitorare la scuola: sulla base del dato statistico degli esiti degli scrutini, degli esami[16] e delle prove nazionali[17] e internazionali[18], le scuole possono mettere a fuoco i punti di forza e le criticità per programmare sperimentazioni e azioni di miglioramento mentre, sul piano nazionale, i decisori politici possono eventualmente intervenire sulle norme e sugli stanziamenti di fondi[19].

## Caratteristiche

### Misurazione e punteggio
La valutazione, in quanto processo di conoscenza, presuppone «una logica di confronto», quindi la misurazione quale «forma di rilevazione quantitativa (osservata o registrata formalmente)», con la quale si raccolgono dati. Su questi dati e sul loro apprezzamento, si fonda la valutazione che, invece, «comporta un giudizio». L'esito della misurazione di una prova è rappresentato dal punteggio, inizialmente grezzo e poi eventualmente sottoposto ad elaborazione. Questi calcoli di misurazione, se applicati alla valutazione periodica riassuntiva degli esiti di più prove nel tempo, sono «matematicamente sbagliati», spiega l'autore di School grading policies are failing children, Joe Feldman: «la media di F e A  dà C, indipendentemente dal progresso e dal risultato finale: è matematicamente scorretto misurare il progresso nel tempo punendo gli studenti per le prime difficoltà».
Rispetto ai riferimenti scelti da chi effettua la valutazione, questa operazione può essere di tipo:
- criteriale, quando i risultati raggiunti dallo studente sono rapportati a criteri precedentemente stabilti, connessi ai risultati attesi programmati: ad esempio, «Riesce a riconoscere parole che gli sono familiari ed espressioni molto semplici riferite a se stesso, alla famiglia e al suo ambiente, purché le persone parlino lentamente e chiaramente» (livello A1 del QCER riferito alla capacità di ascolto)[25].
- normativo, o nomotetico, quando i risultati di ciascun allievo sono messi a confronto con quelli del gruppo o di diversi gruppi individuati come campione[26];
- idiografico, ipsativo o evolutivo, quando si confrontano i risultati raggiunti durante il percorso con il livello registrato nella situazione di partenza[27][28].

### Voto, credito, giudizio
l voti: «operazione di sintesi e di mediazione», sono «più una valutazione, un giudizio, che una misurazione». Il giudizio «includerà quasi inevitabilmente un elemento di soggettività da parte del valutatore», rischio che viene controllato attraverso l'abbinamento - non l'identificazione - del voto ad un punteggio,  la trasparenza dei criteri, la collegialità e la terzietà.  L'interpretazione dei voti dipende dalla loro posizione nelle scale - nazionali, territoriali o delle singole scuole - caratterizzate da diversi livelli. Per favorire il reciproco riconoscimento dei voti tra diverse nazioni, ai fini di garantire la mobilità degli studenti, sono usate dalle scuole tabelle di corrispondenza. Il voto può essere espresso attraverso più forme:
- numeri: interi, come ad esempio nel sistema italiano, francese o inglese[37]; decimali, come ad esempio nelle scuole svizzere; con l'aggiunta di (+) e (-);
- lettere (A, B, C, D, E, F)[38], come ad esempio nelle scuole statunitensi;
- giudizi sintetici, come nella scuola elementare rumena - Foarte Bine (molto bene) Bine (Bene), Suficient (Sufficiente), Insuficient (Insufficiente).

I crediti scolastici: in generale, sono «unità che confermano che una parte della qualifica, costituita da un insieme coerente di risultati di apprendimento, è stata valutata e convalidata da un’autorità competente, secondo una norma concordata». In Italia, come media dei voti degli ultimi tre anni di scuola secondaria di secondo grado, i crediti concorrono, con il massimo di 40 punti, alla formazione del punteggio dell'esame di maturità, in centesimi.
Diversa, rispetto al voto, è l'espressione di un giudizio che, nell'evidenziare punti di forza e debolezze, è «più che semplicemente dare voti o punteggi».
I giudizi descrittivi: definiti nei documenti delle istituzioni scolastiche e/o nelle norme nazionali, forniscono informazioni sull'apprendimento, non sulla persona, svolgendno una funzione anche formativa. Ad esempio, nella scuola primaria italiana, il livello «in via di prima acquisizione», indicando che l’alunno «porta a termine compiti solo in situazioni note e unicamente con il supporto del docente e di risorse fornite appositamente» suggerisce ambiti sui quali dirigere gli interventi di recupero.

### Oggetti della valutazione
L'opacità dei voti, dei giudizi sintetici e dei crediti non formendo informazioni sugli apprendimenti, suggerisce il prevalere di uno scopo burocratico/disciplinare della valutazione, piuttosto che l'attenzione ad una restituzione, allo studente, finalizzata al miglioramento. I programmi scolastici di molti Paesi nei primi decenni del XXI secolo, nel delineare il profilo dello studente, riportano descrittori dei risultati specifici per disciplina, aree disciplinari, e trasversali, riferimenti per la valutazione e la stessa programmazione. Strumenti utili in tal senso sono i quadri internazionali ed europei recepiti dalle normative nazionali, riguardanti le competenze chiave e i livelli di apprendimento.

#### Risultati di apprendimento
Con l'espressione risultati di apprendimento la Raccomandazione sul quadro europeo delle qualificazioni (EQF) indica la «descrizione di ciò che un discente conosce, capisce ed è in grado di realizzare al termine di un processo di apprendimento». Gli oggetti della valutazione possono variare se l'apprendimento viene interpretato, ad esempio, come stoccaggio di informazioni e concetti trasmessi dal docente e la loro «riproduzione» da parte degli studenti, oppure se esso è considerato come continuo sviluppo della capacità di acquisire conoscenze e abilità, attraverso l'interazione dello studente con il docente, con i pari, con la famiglia, e/o con l'ambiente.

#### Competenze, conoscenze, abilità, responsabilità e autonomia
Grant Wiggins definisce come autentica la valutazione che si prefigge di accertare «non solo ciò che uno studente conosce, ma ciò che sa fare con ciò che sa». Con questo orientamento il quadro EQF definisce come dimensioni complementari, non contrapposte, dell'apprendimento, conoscenze e competenze, con responsabilità e autonomia, che si possono sviluppare in un ambito di lavoro o di studio:
- la competenza[49]: «comprovata capacità di utilizzare conoscenze, abilità e capacità personali, sociali e/o metodologiche in situazioni di lavoro o di studio e nello sviluppo professionale e personale»[50]. Le conoscenze risultano componenti imprescindibili della competenza[51]. In EQF 2017, diversamente dalla precedente versione del 2008, il termine «competenza» non compare nel quadro descrittivo dei livelli ed è stato sostituito con l'indicatore «responsabilità e autonomia»[52], ma il termine, ripreso dalle norme di molti Paesi europei, è ancora molto usato;
- le conoscenze: «risultato dell’assimilazione di informazioni attraverso l’apprendimento [...] sono l’insieme di fatti, principi, teorie e pratiche». Comunemente la conoscenza viene associata alla capacità di memorizzare[53], collocata tuttavia nel grado inferiore della tassonomia[54] elaborata dalla scuola di Bloom degli obiettivi di apprendimento, al cui vertice è posizionata invece la capacità di valutare[55]. L’importanza della memorizzazione delle informazioni viene peraltro riconosciuta nel 2018 dalla Raccomandazione europea sulle competenze chiave, ma ritenuta «non sufficiente per conseguire progressi e successi»[56];
- abilità: «capacità di applicare le conoscenze e di usare il know-how per portare a termine compiti e risolvere problemi». Le abilità, distinte dalla competenza, comprendono sia «l’uso del pensiero logico, intuitivo e creativo» - sia «la manualità e l’uso di metodi, materiali, strumenti e utensili»;
- responsabilità e autonomia: «capacità del discente di applicare le conoscenze e le abilità in modo autonomo e responsabile».

Sulla base di questo schema in Italia sono stati descritti i profili degli studenti, con gli apprendimenti attesi a conclusione di ciascun anno scolastico e a conclusione dei due cicli.

#### Livelli dei risultati di apprendimento
Nel quadro EQF, le descrizioni dei risultati di apprendimento sono collocate in una scala, con un progressivo aumento della complessità dal primo all'ottavo livello, a ciascuno dei quali gli Stati hanno referenziato i loro titoli di studio. Ad esempio, tra gli apprendimenti del primo livello, corrispondente, in Italia, al Diploma del primo ciclo, e il quarto livello, corrispondente al Diploma di maturità, si osservano le seguenti differenze nelle definizioni sulla base delle quali avverrà la definizione degli obiettivi e la conseguente valutazione:
- conoscenze, al primo livello «generali, di base»; al quarto livello «pratiche e teoriche in ampi contesti»;
- abilità, al primo livello: «di base, necessarie a svolgere compiti semplici»; al quarto livello «gamma di abilità cognitive e pratiche necessarie a risolvere problemi specifici»;
- responsabilità e autonomia, al primo livello «lavoro o studio, sotto supervisione diretta, in un contesto strutturato»; al quarto livello «sapersi gestire autonomamente, nel quadro di istruzioni [...] , di solito prevedibili ma soggetti a cambiamenti; sorvegliare il lavoro di routine di altri, assumendo una certa responsabilità per la valutazione e il miglioramento di attività lavorative o di studio».

#### Competenze chiave, comportamento e/o condotta
Nel quadro EQF il comportamento è implicitamente richiamato dalla dimensione della «responsabilità e autonomia», complementari alle conoscenze e alle abilità. «La valutazione degli apprendimenti disciplinari passa necessariamente attraverso la valutazione dei comportamenti» quando l'oggetto è rappresentato dalle competenze, in particolare la competenza in materia di cittadinanza, presente nel quadro europeo e ripresa nei curricola nazionali. Così ad esempio in Francia, nel 2014, il voto in condotta («note de vie scolaire») viene sostituito con la valutazione delle competenze 'sociali e civiche’ e ‘autonomia e iniziativa’. Con un diverso approccio altri sottolineano invece l'indipendenza della valutazione del profitto dalla valutazione del comportamento: in Italia, ad esempio, l'art. 4, comma 3 dello Statuto delle studentesse e degli studenti afferma che «nessuna infrazione disciplinare connessa al comportamento può influire sulla valutazione del profitto». La necessità di distinguere il profitto dalla condotta viene motivata dal fatto che nella correzione delle prove i docenti tendono a distorcere i punteggi dei test a causa del comportamento, provocando negli studenti confusione sulle loro specifiche competenze disciplinari.
Per quanto riguarda i Paesi dov'è previsto il voto, la valutazione della condotta può avvenire attraverso il voto numerico, il giudizi descrittivi, come in Italia nella secondaria di primo grado, o i giudizi sintetici, in base ad una scala, di tre o quattro gradi: accade, ad esempio, nella Repubblica Ceca e in Ungheria. Le norme possono prevedere che una valutazione particolarmente negativa della condotta possa comportare la bocciatura; ciò accade, ad esempio, in Italia, in Austria e in Svizzera.

## Funzionamento

### Funzione diagnostica, formativa e sommativa della valutazione
Il processo continuo della valutazione comprende la stessa programmazione didattica in cui sono indicati i risultati di apprendimento attesi oggetto della valutazione. Secondo alcuni studiosi la definizione iniziali degli obiettivi si fonda sull'idea dell'arrivo a una destinazione, mentre un percorso educativo si fonda sull'idea del «viaggio». L'approccio della programmazione per risultati di apprendimento è diffuso attraverso le riforme scolastiche di molti Paesi e prevede, oltre a fasi valutative, con funzione sommativa, conclusive di segmenti o di interi percorsi, fasi iniziali e periodiche, con funzione diagnostica e formativa, quest'ultima «parte integrante dell'insegnamento e del processo di apprendimento a tutti i livelli».
Funzione diagnostica
Rilevando in ingresso la preparazione dello studente, l'insegnante, attraverso prove uguali per tutta la classe, verifica per ciascuno il possesso dei requisiti per conseguire i traguardi attesi, al fine di programmare eventuali interventi di supporto o di potenziamento, anche personalizzati; in tale fase si procede ad una valutazione iniziale informale - da alcuni distinta dalla valutazione diagnostica - effettuata attraverso l'osservazione, interviste, colloqui, con funzione anche formativa e orientativa.
Funzione formativa
Tale funzione caratterizza l'intero processo di apprendimento, coinvolgendo come parti attive la famiglia, il docente, lo studente, il gruppo dei pari, con la restituzione continua e la riflessione sugli esiti, oralmente o per iscritto, in modo formale o informale, attraverso descrizioni o giudizi. La valutazione formativa sviluppa la capacità di autovalursi degli studenti, spingendoli a individuare i propri punti di forza e di debolezza e a migliorare; in questa prospettiva lo Statuto delle studentesse e degli studenti in Italia promuove un «dialogo costruttivo sulle scelte di loro competenza" sia sulla «definizione degli obiettivi didattici», sia sui «criteri di valutazione». Nella scuola danese la valutazione scaturisce quindi «dal confronto allievo-insegnante sui punti di forza e di debolezza dimostrati nelle attività svolte a scuola. In questo modo si vuole fare comprendere a ognuno come si può migliorare, evitando che lo studente percepisca il ruolo dell’insegnante come una minaccia».
OECD nel 2009 ha individuato gli elementi ritenuti principali della funzione formativa della valutazione, tra i quali la creazione di una cultura in classe che incoraggi l’interazione e l’uso di strumenti di valutazione, l'utilizzo di metodi di insegnamento diversi, restituzioni sul rendimento agli studenti e adattamento dell'insegnamento per rispondere ai bisogni identificati.
Strumenti utilizzati per la valutazione formativa sono, oltre alle prove strutturate o aperte, l'intervista, il colloquio, il questionario, il resoconto, schede di autovalutazione, griglie di osservazione, liste di controllo, il diari di bordo, il portfolio e il curriculum dello studente.
Funzione sommativa
La funzione sommativa della valutazione, spesso intesa dall'opinione pubblica come unica o principale dimensione della valutazione, caratterizza la fase di sintesi valutativa dei risultati, spesso raggiunta attraverso il calcolo di una media e riportata in documenti con valore certificativo: è collegiale e talora vi partecipano anche soggetti terzi. In Francia, ad esempio,la sintesi delle valutazioni, periodiche (bilans périodiques) e finali dell'intero percorso, è riportata nel Livret scolaire unique du CP à la troisième. In Italia la valutazione sommativa avviene attraverso:
- gli scrutini, al termine di un periodo (ad esempio un trimestre, un quadrimestre), e di un anno; nella definizione dei risultati di profitto (o rendimento) e condotta, documentati per ciascuna disciplina ogni anno scolastico nella pagella, può anche la considerazione dei progressi individuali, secondo criteri esplicitati nel PTOF[78];
- gli esami, a conclusione di un ciclo scolastico pluriennale, con il rilascio di un diploma riportante il punteggio finale.

La fotografia del traguardi raggiunti dallo studente si basa su un numero «congruo» di rilevazioni, attraverso «interrogazioni e esercizi scritti, grafici o pratici, fatti in casa o a scuola»; la specifica valutazione delle competenze avviene attraverso il compito di realtà, consistente nella «richiesta rivolta allo studente di risolvere una situazione problematica, complessa e nuova, quanto più possibile vicina al mondo reale, utilizzando conoscenze e abilità già acquisite e trasferendo procedure e condotte cognitive in contesti e ambiti di riferimento moderatamente diversi da quelli resi familiari dalla pratica didattica».
La funzione prevalentemente sommativa riguarda la valutazione delle prove nazionali e internazionali, o delle prove disciplinari intermedie assegnate a conclusione di un'unità di apprendimento: queste ultime riguardano il singolo docente, che le predisporrà e correggerà in modo che siano «coerentemente con gli obiettivi di apprendimento previsti dal PTOF della scuola, in coerenza con le Indicazioni nazionali e le linee guida specifiche per i diversi livelli».
A livello internazionale gli esperti si sono posti il problema della qualità e della comparabilità delle valutazioni e della stessa costruzione delle prove in tutta Europa. L'Association for Educational Assessment Europe, ritenendo che «attualmente le risposte a queste domande non siano inequivocabilmente positive», propone un quadro di riferimento utile sia alla produzione di strumenti, sia alla verifica, a tutti i livelli. La qualità riguarda la definizione dell'obiettivo, l'identificazione della natura delle prove, il quadro degli aspetti amministrativi e logistici, l'acquisizione dei risultati, in termini di punteggio e valutazione, per garantire che siano prese decisioni valide sulla base dei risultati raccolti. Il processo decisionale deve riguardare le aggregazioni, i quadri di riferimento, i voti, i punteggi finali, l'interpretazione e la restituzione dei risultati, la valutazione e la successiva iterazione. La valutazione sommativa assume pertanto anche una dimensione formativa.

### La comunicazione della valutazione
La comunicazione della valutazione sulla base dei voti e delle altre forme di rilevazione annotati nel registro, di solito avviene periodicamente, oralmente e per iscritto, attraverso documenti che in Italia costituiscono atti amministrativi quali i compiti scritti, le pagelle, i diplomi di licenza e i certificati attestanti le competenze. Se intesa come mero atto burocratico, svolge una funzione informativa che, per l'assenza o per l'insufficienza di una reale, preventiva condivisione degli esiti tra docenti, studenti e famiglie, può comportare talora fraintendimenti e controversie. Infatti, qualora i risultati siano considerati ingiustificati dagli interessati, ne possono conseguire ricorsi al tribunale. Una comunicazione efficace, nel rispetto della privacy, è innanzi tutto trasparente e fa riferimento alle informazioni, in Italia esplicitate nel PTOF, sui risultati di apprendimento e sui criteri di valutazione (rubriche e le griglie) e condivise attraverso il patto di corresponsabilità tra scuola, famiglie e studente. In Paesi, come ad esempio la Danimarca, dove non si prevede l'assegnazione di voti fino ai quattordici anni, nella scuola dell'obbligo è comunque obbligatoria la valutazione periodica e la comunicazione delle rilevazioni alla famiglia e allo studente attraverso il Meddelelsesbogen (Libro dei messaggi).

## Dibattito

### Sui voti, sulle finalità e sui loro effetti.
Comunemente la valutazione scolastica viene intesa come voto e, se questo è numerico, viene associata ad un punteggio, esito del calcolo di una media aritmetica o ponderata - procedura tipica degli esami - assimilando in tal modo la misurazione con il giudizio di valore.
Rispetto all'approccio comune, gli studi accademici negli ambiti della pedagogia, docimologia, psicometria e sociologia dell'educazione mostrano invece la complessità del tema e i limiti di un'interpretazione spesso viziata da facili semplificazioni. Soprattutto dal mondo degli studiosi sin dai primi decenni del Novecento sono state sollevate critiche sulla valutazione scolastica / universitaria, per rispondere alle quali, nel succedersi delle riforme, sono stati apportati numerosi cambiamenti che tuttavia non hanno placato il dibattito.
Alcune questioni sulla valutazione scolastica riguardano:
- l'attendibilità: quando, ad esempio, i voti finali non sono congruenti con altre forme di valutazione sommativa[87] o con quelli assegnati da un livello di istruzione superiore[88];
- l'equità: quando, ad esempio, sulla medesima prova diversi docenti esprimono voti diversi[89], oppure modificano i punteggi di prove riguardanti contenuti disciplinari per l'influenza del comportamento degli studenti[90];
- la trasparenza: quando, ad esempio, la valutazione non si fonda su evidenze rilevate, non sono comunicati i criteri, gli indicatori o i descrittori, o la formulazione è ambigua[91];
- le finalità: quando, ad esempio, la valutazione finalizzata ad elevare l’apprendimento di tutti, compensando gli svantaggi[92], viene contrapposta alla finalità di selezionare[93] i “meritevoli”[94];
- l'espressione: quando, ad esempio, l’espressione quantitativa del voto viene contrapposta alla descrizione degli apprendimenti acquisiti[95];
- la funzione: quando il voto viene considerato strumento di controllo dell'apprendimento[42], piuttosto che di sviluppo dell'apprendimento;
- la definizione dell'oggetto: quando, ad esempio, si contrappone la valutazione delle conoscenze e della capacità di memorizzarle[96] alla valutazione delle competenze, ritenute alternative[97], e non complementari;
- i confini dell'oggetto di valutazione: quando i campi delle conoscenze non sono chiaramente distinti da quello della condotta;
- l'atteggiamento: quando, ad esempio, la valutazione rigorosa o severa[98], anche se fonte di ansia[99] per gli studenti[100], si contrappone ad una valutazione più comprensiva[101] verso i loro stati emotivi[102];
- il rapporto con la didattica: quando, ad esempio, la didattica viene finalizzata esclusivamente al superamento della valutazione finale[103], anche a volte su pressione delle famiglie[104].

### La valutazione scolastica come oggetto di valutazione
La valutazione scolastica sommativa, per le sue implicazioni sulla vita delle persone e sul loro possibile contributo allo sviluppo economico, oltre che culturale e sociale, di un territorio, è oggetto di attenzione da parte di una pluralità di ambienti contigui al mondo della scuola. La docimologia e la psicometria, ad esempio, dai primii decenni del '900 avevano evidenziato la soggettività e gli errori della valutazione effettuata dai docenti, mentre la sociologia dell'educazione guarda il tema in rapporto ai suoi effetti sulla società. Alla valutazione scolastica sono interessate le politiche dell'istruzione, al fine di individuare eventuali modifiche normative e azioni di miglioramento del sistema, sulla base dei dati statistici riguardanti gli esiti scolastici e i risultati delle prove, nazionali e internazionali. Queste ultime sono oggetto di discussione a livello nazionale e internazionale, sia riguardo al merito, sia riguardo al metodo. Le critiche vengono anche da parte di chi opera nella scuola: in Italia, ad esempio, la valutazione esterna viene spesso interpretata come limitazione della libertà di insegnamento prevista dall'articolo 33 della Costituzione, il cui comma 2 peraltro assegna alla Repubblica il compito di dettare «le norme generali sull’istruzione ed istituisce scuole statali per tutti gli ordini e gradi”».

## Sitografia
Commissione europea, Quadro europeo delle qualifiche: sostenere l’apprendimento, il lavoro e la mobilità transfrontaliera (PDF), su europa.eu.
 Joe Feldman, School grading policies are failing children. A call to action for equitable grading (PDF). URL consultato il 10 settembre 2023 (archiviato dall'url originale il 20 marzo 2023).
 Luisa Benigni, Il dibattito sulla valutazione tra passato e presente (teorie, metodi, strumenti, nuovi orientamenti) (PDF), su edscuola.it.
 Paolo Citran, I molti volti della valutazione. Dalla valutazione degli alunni alla valutazione dei sistemi scolastici: una ricognizione critica, su edscuola.it.
 AA.VV., Valutazione: come, quando e perché, su https://www.rizzolieducation.it/.
 INVALSI e valutazione degli apprendimenti[1], su rivistedigitali.erickson.it, Aprile 2017.
 L’insegnante è un intellettuale?, su rivistedigitali.erickson.it, aprile 2020.
 Premessa concernente la valutazione educativa, su rivistedigitali.erickson.it, Aprile 2017.
 Davide Capperucci, La valutazione che forma: il contributo di don Milani alla diffusione di un approccio autentico alla valutazione (PDF), su siped.it.
 Luciano Mariani, Sapersi autovalutare: una competenza da costruire (PDF), su learningpaths.org.
 Luciano Galliani, Valutare per migliorare il sistema educativo. Il caso INVALSI tra cultura della valutazione e responsabilità politica (PDF), su siped.it, Dicembre 2013.
 Luciano Caimi, Istruzione e merito, su appuntidiculturaepolitica.it, 16 novembre 2022.
 Cristiano Corsini, È più facile che i dispettosi siate voi, su laricerca.loescher.it, 22 Agosto 2023.
 García, G. E., & Pearson, P. D., Assessment and diversity (PDF), in Review of research in education Washington, DC: American Educational Research Association, Darling- Hammond,  pp. 337-392.
 Daniele Checchi e Francesco Zollino, Struttura del sistema scolastico e selezione sociale (PDF), su checchi.economia.unimi.it.
 Article: How is GPA computed in US schools? GPA Computation formula, su redbus2us.com.
 MIUR, La valutazione nella scuola primaria: i giudizi descrittivi nella valutazione periodica e finale, su istruzione.it.
 Orazio Niceforo, Corsini contro la ‘tirannia del voto’, su https://www.tuttoscuola.com, 15 maggio 2023.
 Guido Benvenuto, I voti e la misura del successo scolastico. Come, cosa e perché (PDF), su istoreto.it, Torino 22 maggio 2009.
 Scuola senza voti: sì o no? - Intervista al prof. Butera, su ordinepsicologier.it.
 Riccarda Viglino, Ma perché i voti non vanno bene?, su scintille.it, 14 Giugno 2022.
 Gianni Paciariello, Il percorso giuridico per una corretta gestione delle verifiche scritte nella scuola secondaria di secondo grado, su dirittoscolastico.it, 1º Maggio 2022.
 Strategie di apprendimento e comportamento strategico (PDF), su rizzolieducation.it.
 Paola Mastrocola, Cosa c’entra la letteratura con le competenze? (PDF), su win.gildavenezia.it.
Galli della Loggia. Le «competenze cognitive» che snaturano la scuola – Corriere della sera, 2 febbraio 2022
 Antonio Fundarò, Educazione civica, come si insegna in Europa: i contenuti del curricolo sono multidimensionali, ricchi e adatti a ciascun livello di istruzione, su orizzontescuola.it, 27 Giugno 2020.
comunicazione